# Mittlerer Schwarzwald (Vogelschutzgebiet)
Das Gebiet Mittlerer Schwarzwald ist ein 2007 eingerichtetes und mit Verordnung vom 5. Februar 2010 durch das Ministerium für Ernährung und Ländlichen Raum festgelegtes Europäisches Vogelschutzgebiet (Schutzgebietskennung DE7915441) in Teilen der baden-württembergischen Landkreise Breisgau-Hochschwarzwald, Emmendingen, Rottweil, des Ortenaukreises sowie des Schwarzwald-Baar-Kreises in Deutschland.

## Lage
Die 14 Teilgebiete des insgesamt rund 21.665 Hektar (ha) großen Vogelschutzgebiets „Mittlerer Schwarzwald“ verteilen sich auf 15 Städte und 14 Gemeinden in fünf Landkreisen:
- Landkreis Breisgau-Hochschwarzwald (3.051,9 ha)
  - Gemeinden Eisenbach (403,26 ha = 1,86 %), Friedenweiler (788,50 ha = 3,63 %), Glottertal (89,09 ha = 0,41 %), St. Märgen (212,84 ha = 0,29 %) und St. Peter (63,00 ha = 0,29 %)
  - Städte Löffingen (1.112,95 ha = 5,13 %) und Titisee-Neustadt (382,29 ha = 1,76 %)
- Landkreis Emmendingen (5.319,5 ha)
  - Gemeinden Simonswald (2.264,09 ha = 10,45 %) und Winden im Elztal (15,84 ha = 0,07 %)
  - Städte Elzach (2.676,82 ha = 12,35 %) und Waldkirch (362,73 ha = 1,67 %)
- Landkreis Rottweil (218,3 ha)
  - Gemeinde Hardt (12,18 ha = 0,05 %)
  - Stadt Schramberg (206,13 ha = 0,95 %)
- Ortenaukreis (2.398,0 ha)
  - Gemeinden Gutach (Schwarzwaldbahn) (1.358,89 ha = 6,27 %) und Mühlenbach (236,20 ha = 1,09 %)
  - Städte Hausach (387,53 ha = 1,78 %) und Hornberg (415,38 ha = 1,91 %)
- Schwarzwald-Baar-Kreis (10.677,9 ha)
  - Gemeinden Gütenbach (107,14 ha = 0,49 %), Schonach im Schwarzwald (928,33 ha = 4,28 %), Schönwald im Schwarzwald (357,46 ha = 1,64 %) und Unterkirnach (227,84 ha = 1,05 %)
  - Städte Bräunlingen (712,93 ha = 3,29 %), Donaueschingen (520,50 ha = 2,40 %), Furtwangen im Schwarzwald (1.511,32 ha = 6,97 %), Hüfingen (135,24 ha = 0,62 %), St. Georgen im Schwarzwald (324,51 ha = 1,49 %), Triberg im Schwarzwald (392,91 ha = 1,81 %), Villingen-Schwenningen (2.235,23 ha = 10,31 %) sowie Vöhrenbach (3224,55 ha = 14,88 %)

## Beschreibung
Beschrieben wird das Schutzgebiet „Mittlerer Schwarzwald“ als „hochgelegene Waldgebiete im mittleren und östlichen Schwarzwald, die vor allem für das Auerwild wichtige Lebensräume beherbergen, und am Rohrhardsberg auch größere Weidfelder und Magerwiesen aufweisen“.

### Bedeutung
Das Vogelschutzgebiet „Mittlerer Schwarzwald“ ist das bedeutendste Gebiet für das Haselhuhn in Baden-Württemberg und eines der wichtigsten Brutgebiete für Auerhuhn, Raufußkauz, Ringdrossel, Schwarzspecht, Sperlingskauz, Wanderfalke, Zippammer und Zitronenzeisig in Baden-Württemberg.

### Lebensraumklassen
|                       |                       |  |      |      |
| Mischwald             | Mischwald             |  | 38 % | 38 % |
| Nadelwald             | Nadelwald             |  | 55 % | 55 % |
| Melioriertes Grünland | Melioriertes Grünland |  | 7 %  | 7 %  |
|                       |                       |  |      |      |

## Schutzzweck
Die gebietsbezogenen Erhaltungsziele sind je nach Art unterschiedlich beschrieben:

### Brutvögel
Brutvogelarten, die im Anhang I der Vogelschutzrichtlinie aufgelistet und für die in ganz Europa besondere Maßnahmen anzuwenden sind. In diese Kategorie fallen in Baden-Württemberg insgesamt 39, im Schutzgebiet „Mittlerer Schwarzwald“ zwölf Arten.

#### Auerhuhn(Tetrao urogallus)

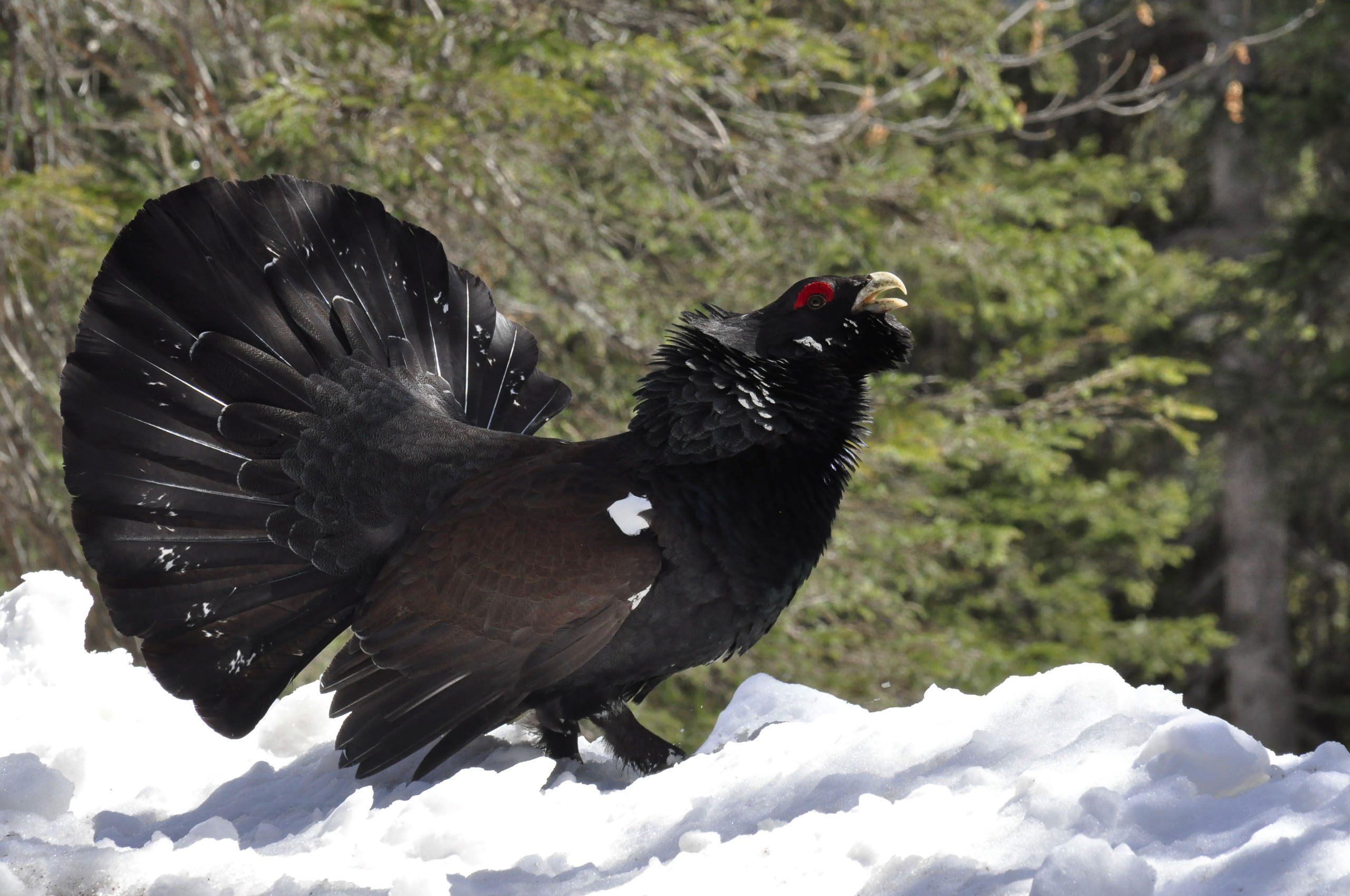
Auerhuhn

Erhaltung von lichten, mehrschichtigen und strukturreichen Nadel- oder Mischwäldern, insbesondere mit Anteilen von Tanne und Buche sowie einer gut entwickelten beerstrauchreichen Bodenvegetation, von Beständen mit Altholzstrukturen, von randlinienreichen Strukturen in Form von häufigen Wechseln zwischen dichten und lichten Bestandesteilen sowie Bestandeslücken, von Schlafbäumen, von Bodenaufschlüssen zur Aufnahme von Magensteinchen und zum Staubbaden, von Biotopverbundkorridoren oder Trittsteinhabitaten zwischen besiedelten Waldgebieten, Erhaltung der anmoorigen Standorte und Balzplätze, der Lebensräume ohne Gefahrenquellen wie Drahtzäune und Windkraftanlagen, der genetischen Ausstattung der angestammten Population, die an die hiesigen Lebensbedingungen angepasst ist, Erhaltung des Nahrungsangebots, insbesondere mit Insekten für Jungvögel, Kiefern- und Fichtennadeln im Herbst und Winter, Blatt- und Blütenknospen von Laubbäumen im Frühjahr, Kräutern, Gräsern und Beeren im Sommer und Frühherbst sowie Erhaltung störungsfreier oder zumindest störungsarmer Fortpflanzungs- und Ruhestätten sowie Nahrungshabitate während der Zeiten besonderer Empfindlichkeit (1. März bis 15. Juli) und störungsfreier oder zumindest störungsarmer Rückzugsräume im Winter.

#### Dreizehenspecht(Picoides tridactylus)

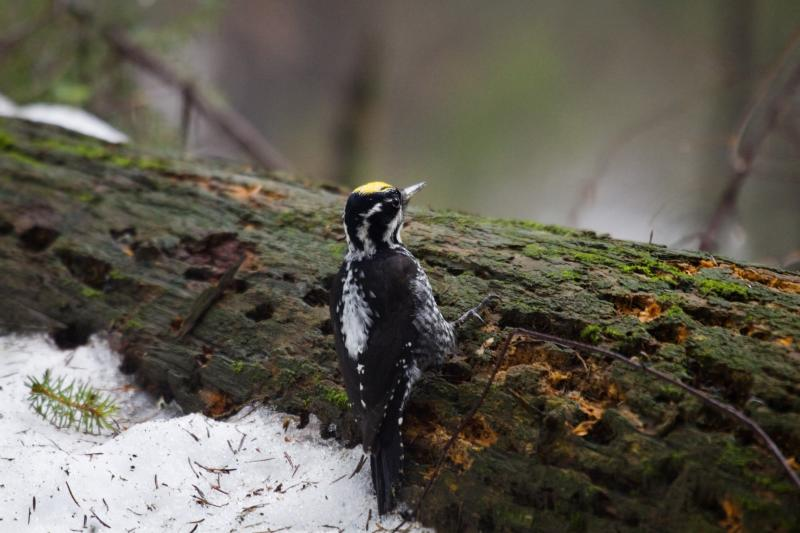
Dreizehenspecht

Erhaltung von Nadelwäldern bzw. Bergmischwäldern der montanen und hochmontanen Stufe, von Bereichen mit natürlicher Walddynamik einschließlich Zerfallsstadien, von Altbäumen, Altholzinseln und Bäumen mit Höhlen, Erhaltung einer nachhaltigen Ausstattung mit Totholz, insbesondere von stehendem Totholz sowie Erhaltung des Nahrungsangebots, insbesondere mit Holzkäferlarven und -puppen.

#### Grauspecht(Picus canus)

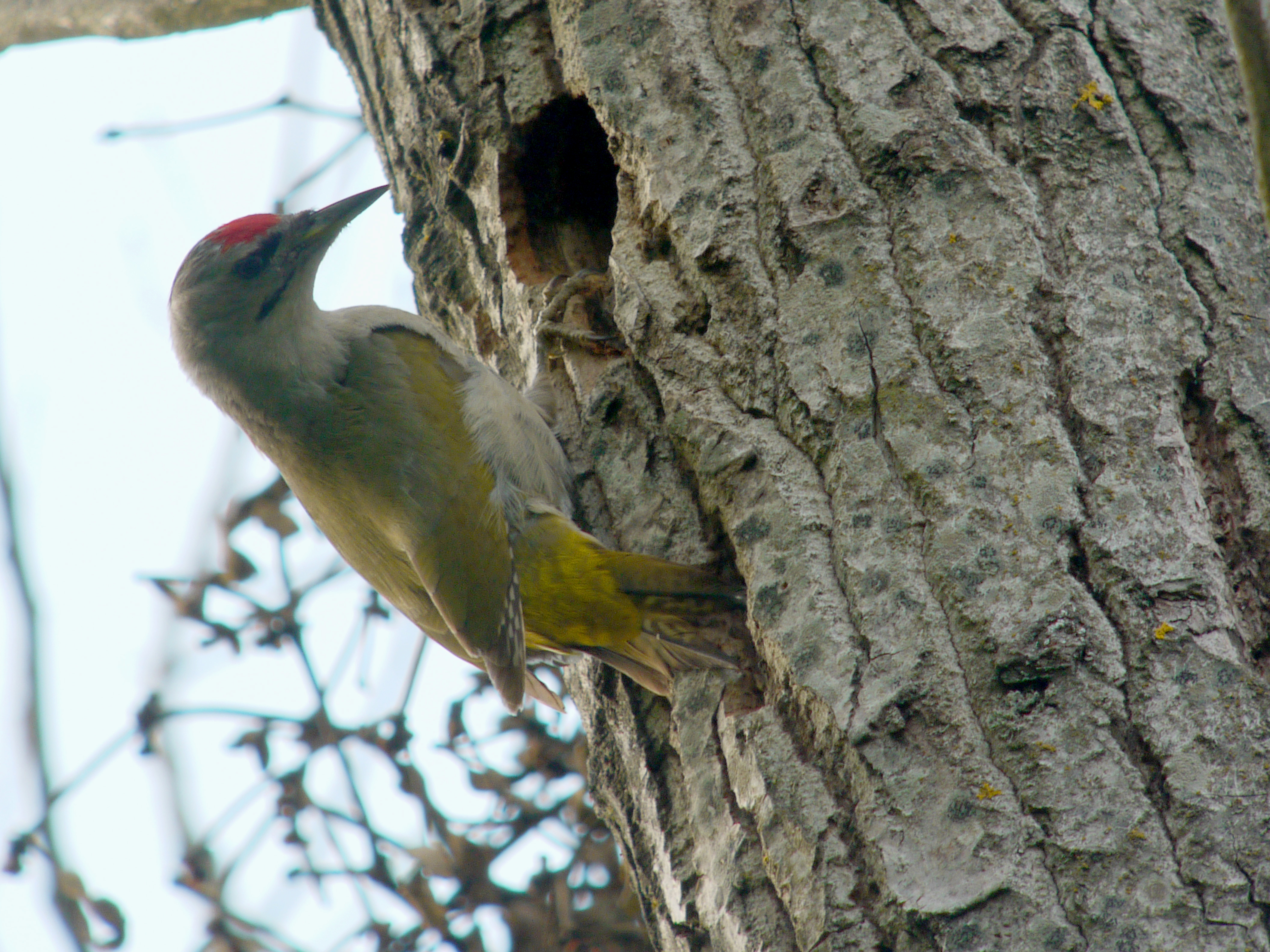
Grauspecht

Erhaltung von reich strukturierten lichten Laub- und Laubmischwäldern mit Offenflächen zur Nahrungsaufnahme, von Auenwäldern, von extensiv bewirtschafteten Streuobstwiesen, Erhaltung der Magerrasen, mageren Mähwiesen oder Viehweiden, Erhaltung von Randstreifen, Rainen, Böschungen und gesäumten gestuften Waldrändern, von Altbäumen und Altholzinseln, von Totholz, insbesondere von stehendem Totholz, Erhaltung der Bäume mit Großhöhlen sowie des Nahrungsangebots.

#### Haselhuhn(Tetrastes bonasia)

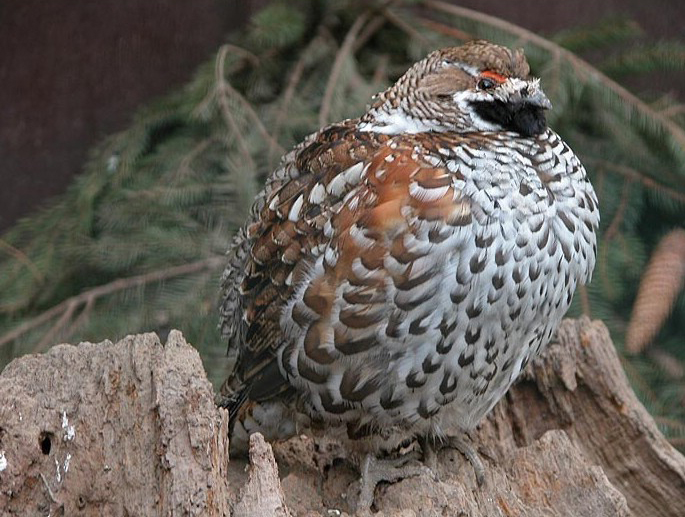
Haselhuhn

Erhaltung von strukturreichen mehrschichtigen Wäldern, die junge Stadien der Waldsukzession mit Weich- oder Pionierlaubhölzern aufweisen, Erhaltung von Niederwaldsukzession, von bach- und wegebegleitenden Laubbaumbeständen als wichtiges Element von Biotopverbundachsen, Erhaltung von krautreichen Wegrandstrukturen, von Bestandeslücken mit Bodenvegetation, von einzelnen tief beasteten Nadelhölzern und kleineren Nadelholzdickungen, von Bodenaufschlüssen zur Aufnahme von Magensteinchen und zum Staubbaden, Erhaltung der Lebensräume ohne Gefahrenquellen wie Drahtzäune und Windkraftanlagen, Erhaltung der genetischen Ausstattung der angestammten Population, die an die hiesigen Lebensbedingungen angepasst ist, Erhaltung des Nahrungsangebots, insbesondere mit Blütenkätzchen, Laubbaumknospen, Kräutern, Gräsern und Beeren für Altvögel sowie Insekten für Jungvögel und die Erhaltung störungsfreier oder zumindest störungsarmer Fortpflanzungs- und Ruhestätten sowie Nahrungshabitate während der Zeiten besonderer Empfindlichkeit (15. März bis 15. Juli) und störungsfreier oder zumindest störungsarmer Rückzugsräume im Winter.

#### Mittelspecht(Dendrocopos medius)
Erhaltung von Laub- und Laubmischwäldern, insbesondere mit Eichenanteilen, von Auen- und Erlenwäldern, von extensiv bewirtschafteten Streuobstwiesen, von Altbäumen und Altholzinseln, von stehendem Totholz sowie Bäumen mit Höhlen.

#### Neuntöter(Lanius collurio)

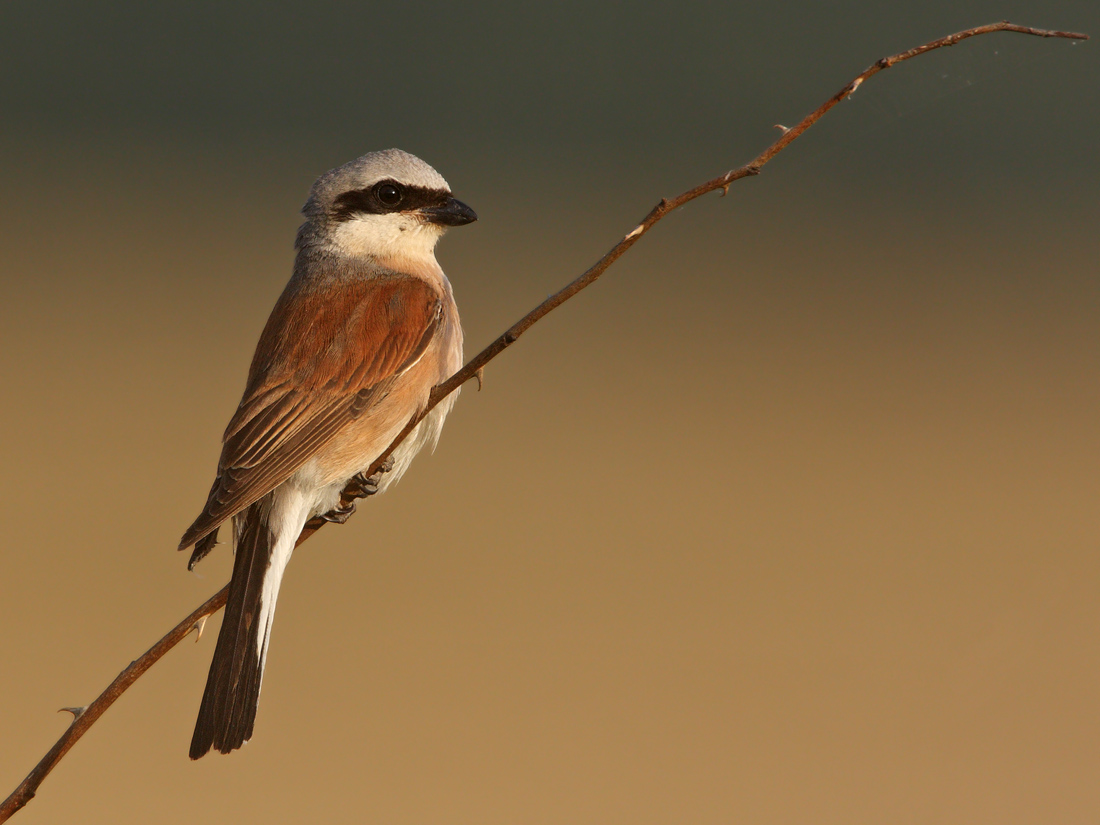
Neuntöter

Erhaltung von extensiv bewirtschafteten Streuobst-, Grünland- und Heidegebieten, von Nieder- und Mittelhecken aus standortheimischen Arten, insbesondere dorn- oder stachelbewehrte Gehölze, Erhaltung der Streuwiesen und offenen Moorränder, Erhaltung von Einzelbäumen und Büschen in der offenen Landschaft, von Feldrainen, Graswegen, Ruderal-, Staudenfluren und Brachen, Acker- und Wiesenrandstreifen, von Sekundärlebensräumen wie aufgelassene Abbaustätten mit vorgenannten Lebensstätten sowie Erhaltung des Nahrungsangebots, insbesondere mit größeren Insekten.

#### Raufußkauz(Aegolius funereus)

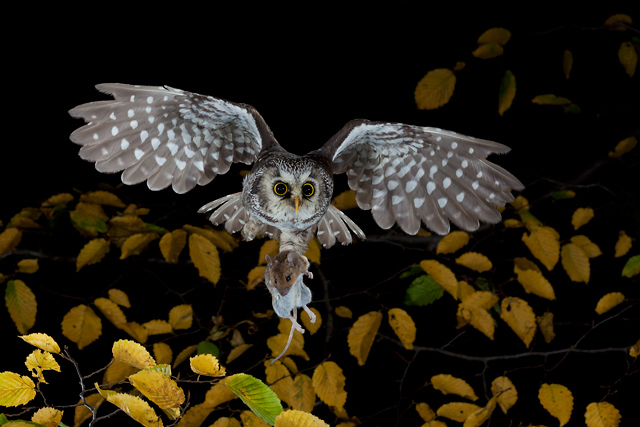
Raufußkauz

Erhaltung von strukturreichen und großflächigen Nadel- oder Mischwäldern, insbesondere buchenreichen Nadelmischwäldern, von Mosaiken aus lichten Altholzbeständen und Lichtungen sowie Stangenholz- und Dickungsbereichen, von stehendem Totholz mit großem Stammdurchmesser, Erhaltung der Bäume mit Großhöhlen sowie Erhaltung störungsfreier oder zumindest störungsarmer Fortpflanzungsstätten während der Fortpflanzungszeit vom 1. März bis zum 1. August.

#### Rotmilan(Milvus milvus)

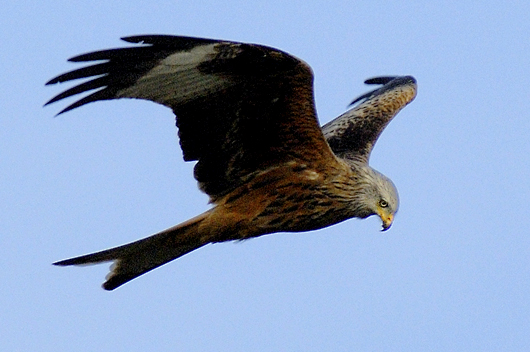
Rotmilan

Erhaltung von vielfältig strukturierten Kulturlandschaften mit lichten Waldbeständen, von Feldgehölzen, großen Einzelbäumen und Baumreihen in der offenen Landschaft, von Grünland, von Altholzinseln und alten, großkronigen Bäumen mit freier Anflugmöglichkeit, Erhaltung der Bäume mit Horsten, der Lebensräume ohne Gefahrenquellen wie nicht vogelsichere Freileitungen und Windkraftanlagen sowie die Erhaltung störungsfreier oder zumindest störungsarmer Fortpflanzungsstätten während der Fortpflanzungszeit vom 1. März bis zum 31. August.

#### Schwarzspecht(Dryocopus martius)
Erhaltung von ausgedehnten Wäldern, Altbäumen und Altholzinseln, Totholz, Erhaltung der Bäume mit Großhöhlen sowie des Nahrungsangebots, insbesondere mit Ameisen.

#### Sperlingskauz(Glaucidium passerinum)
Erhaltung von strukturreichen und großflächigen Nadel- oder Mischwäldern, von Mosaiken aus lichten Altholzbeständen und Lichtungen sowie Stangenholz- und Dickungsbereichen, von Altbäumen und Altholzinseln, von Bäumen mit Höhlen, von stehendem Totholz sowie Erhaltung der natürlichen oder naturnahen Gewässer wie Bächen und Erhaltung der Moore.

#### Wanderfalke(Falco peregrinus)
Erhaltung der offenen Felswände und von Steinbrüchen jeweils mit Höhlen, Nischen und Felsbändern, Erhaltung der Lebensräume ohne Gefahrenquellen wie nicht vogelsichere Freileitungen und ungesicherte Schornsteine sowie Erhaltung störungsfreier oder zumindest störungsarmer Fortpflanzungsstätten während der Fortpflanzung in der Zeit vom 15. Februar bis 30. Juli.

#### Wespenbussard(Pernis apivorus)

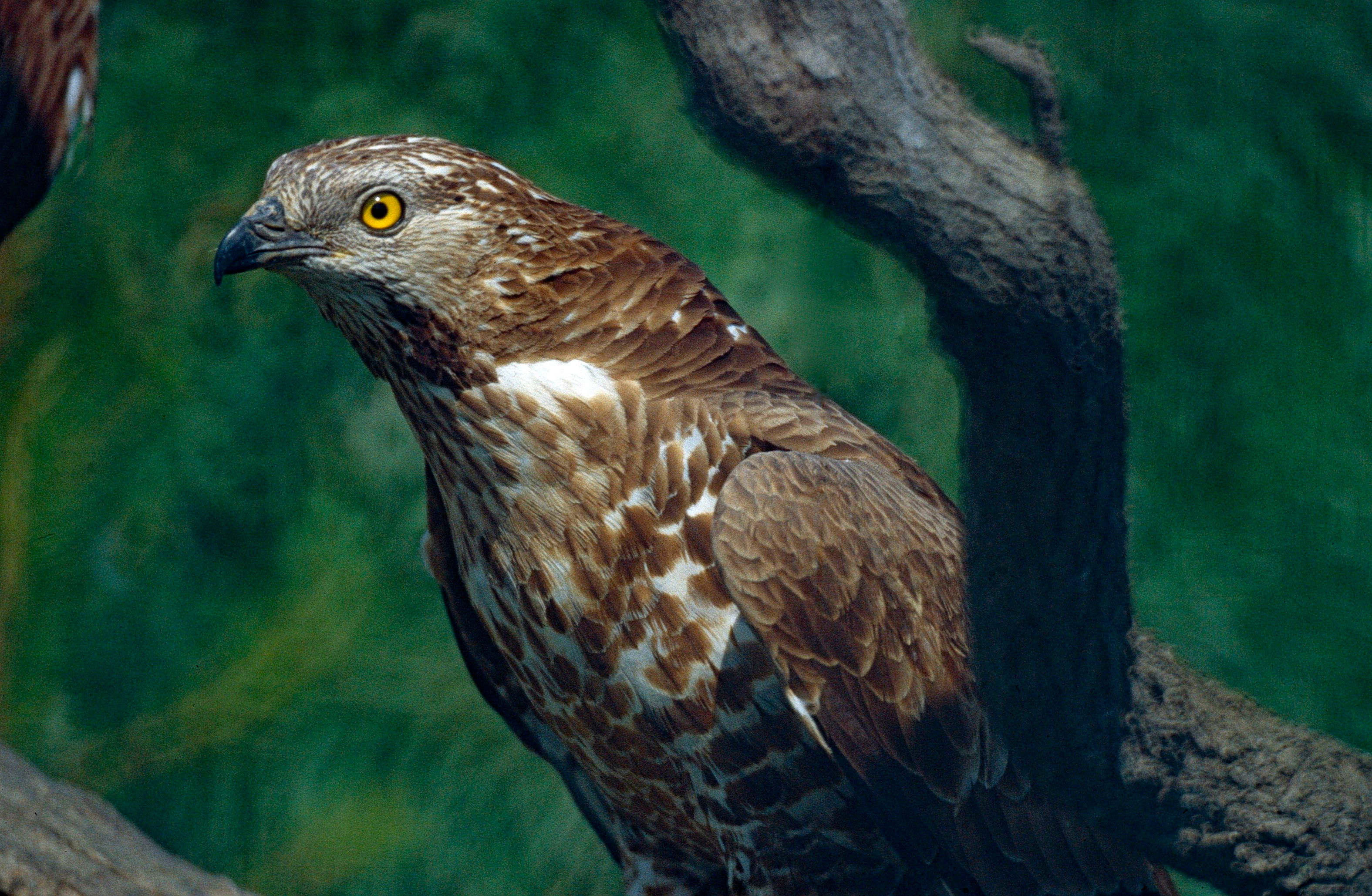
Wespenbussard

Erhaltung von vielfältig strukturierten Kulturlandschaften, lichten Laub- und Misch- sowie Kiefernwäldern, Feldgehölzen, extensiv genutztem Grünland, Altholzinseln und alten, großkronigen Bäumen mit freier Anflugmöglichkeit, Erhaltung der Magerrasen, Bäumen mit Horsten, Erhaltung des Nahrungsangebots, insbesondere mit Staaten bildenden Wespen und Hummeln sowie Erhaltung störungsfreier oder zumindest störungsarmer Fortpflanzungsstätten während der Fortpflanzungszeit vom 1. Mai bis zum 31. August.

### Zugvögel
Weitere, nicht in Anhang I aufgelistete Zugvogelarten, die im Land brüten und für die Schutzgebiete ausgewählt wurden. In diese Kategorie fallen in Baden-Württemberg insgesamt 36, im Schutzgebiet „Mittlerer Schwarzwald“ vier Arten.

#### Baumfalke(Falco subbuteo)

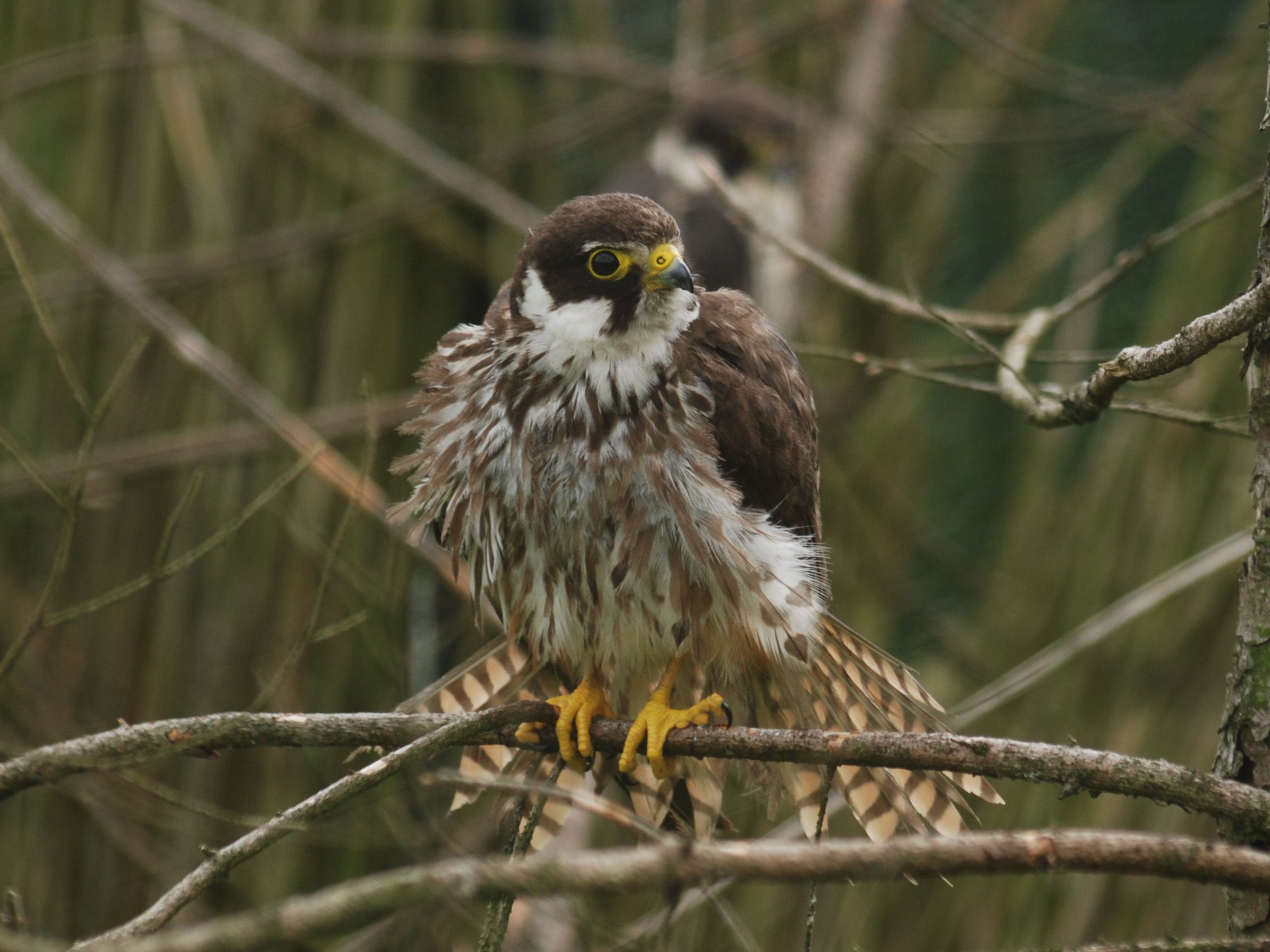
Baumfalke

Erhaltung von lichten Wäldern mit angrenzenden offenen Landschaften, von Altbäumen und Altholzinseln, von Überhältern, von Feldgehölzen oder Baumgruppen in Feldfluren oder entlang von Gewässern, von extensiv genutztem Grünland, von Gewässern mit strukturreichen Uferbereichen und Verlandungszonen, von Nistgelegenheiten wie Krähennester, des Nahrungsangebots, insbesondere mit Kleinvögeln und Großinsekten sowie störungsfreier oder zumindest störungsarmer Fortpflanzungsstätten während der Fortpflanzungszeit vom 15. April bis zum 15. September.

#### Ringdrossel(Turdus torquatus)

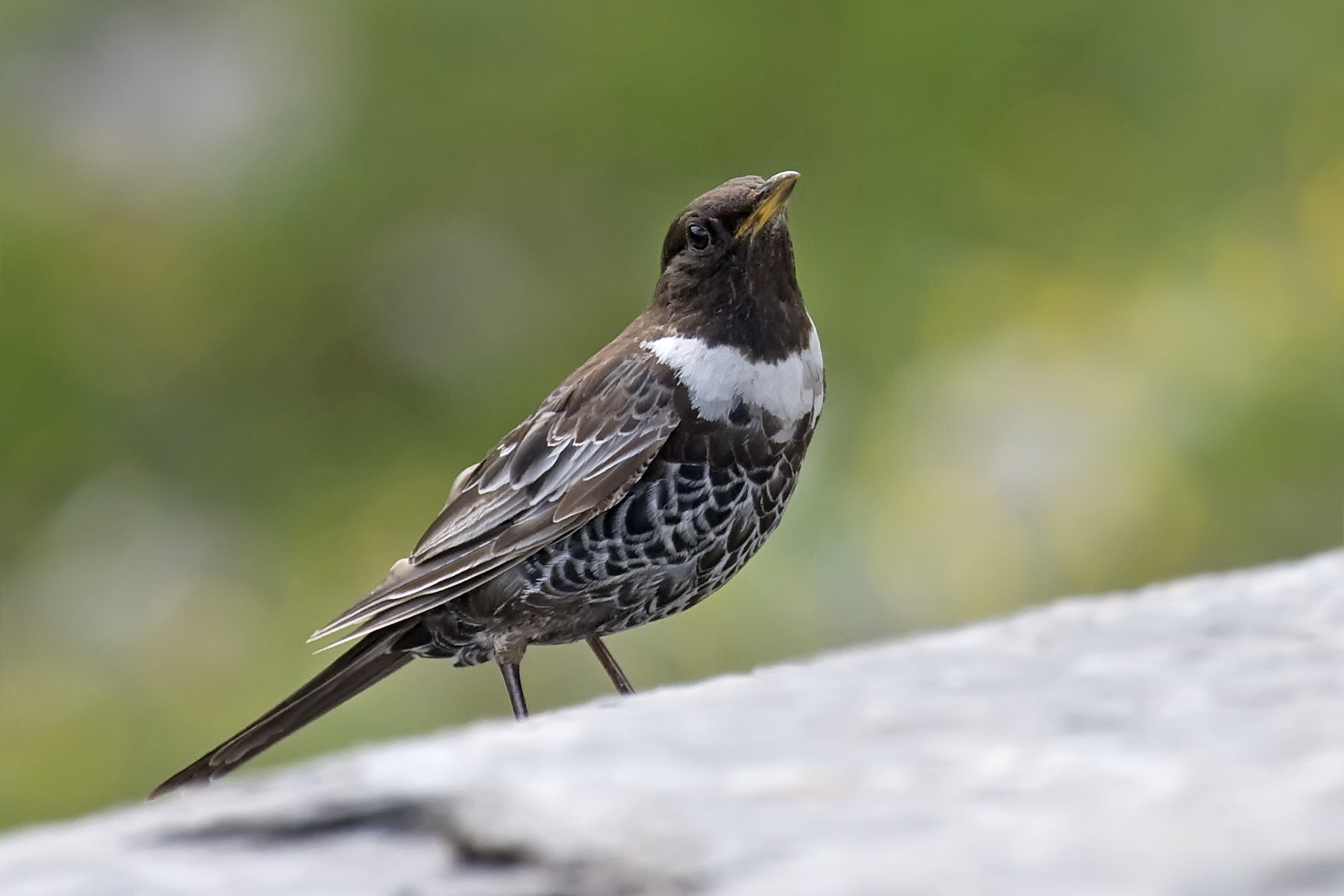
Ringdrossel

Erhaltung von strukturreichen, naturnahen und nadelholzreichen Bergwäldern, von Mosaiken aus Wald und Offenland bzw. Lichtungen, von Flächen mit baumartenreicher Sukzession, von extensiv bewirtschaftetem Grünland, insbesondere von kurzrasigen Flächen, von Waldinnen- und -außensäumen sowie Erhaltung störungsfreier oder zumindest störungsarmer Fortpflanzungsstätten während der Fortpflanzungszeit (1. April bis 31. Juli).

#### Zippammer(Emberiza cia)

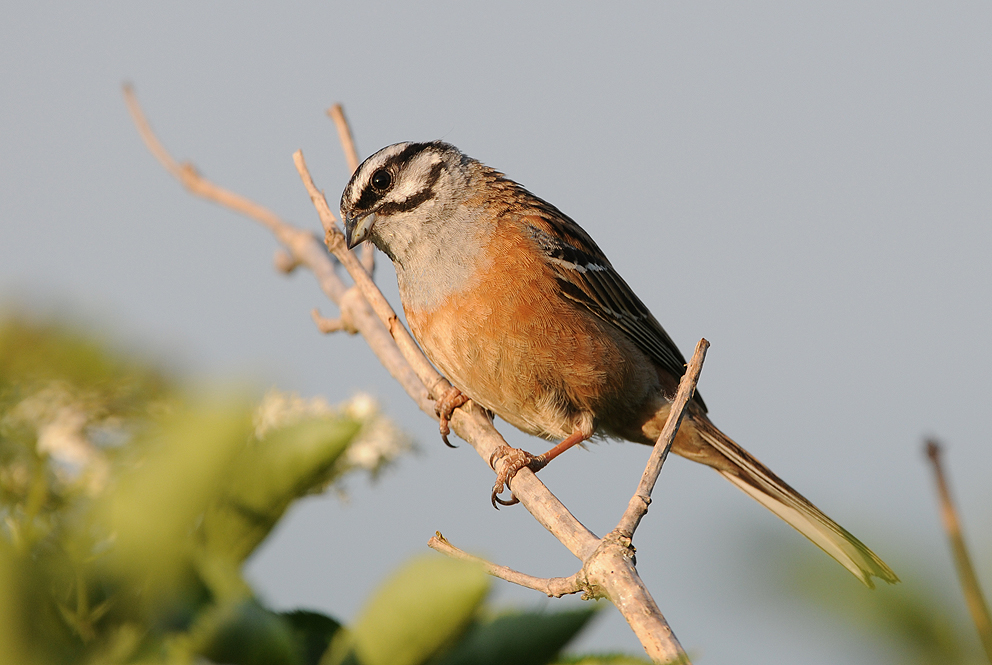
Zippammer

Erhaltung der sonnenexponierten natürlichen Felsformationen, Block- und Steinschutthalden, Erhaltung von Lichtungen und Pionierwaldstadien an süd- bis südwestexponierten Steilhängen, von frühen Sukzessionsstadien, von extensiv genutzten strukturreichen steilen Weinberghängen mit besonnten Trockenmauern oder Steinriegeln, Erhaltung eines Strukturmosaiks aus vegetationsarmen Flächen, Gebüschen, Säumen, Felsen und Steinschutthalden, Erhaltung des Nahrungsangebots, insbesondere mit Insekten für die Jungvogelaufzucht sowie Erhaltung störungsfreier oder zumindest störungsarmer Fortpflanzungsstätten während der Fortpflanzungszeit (1. April bis 15. August).

#### Zitronenzeisig(Carduelis citrinella)

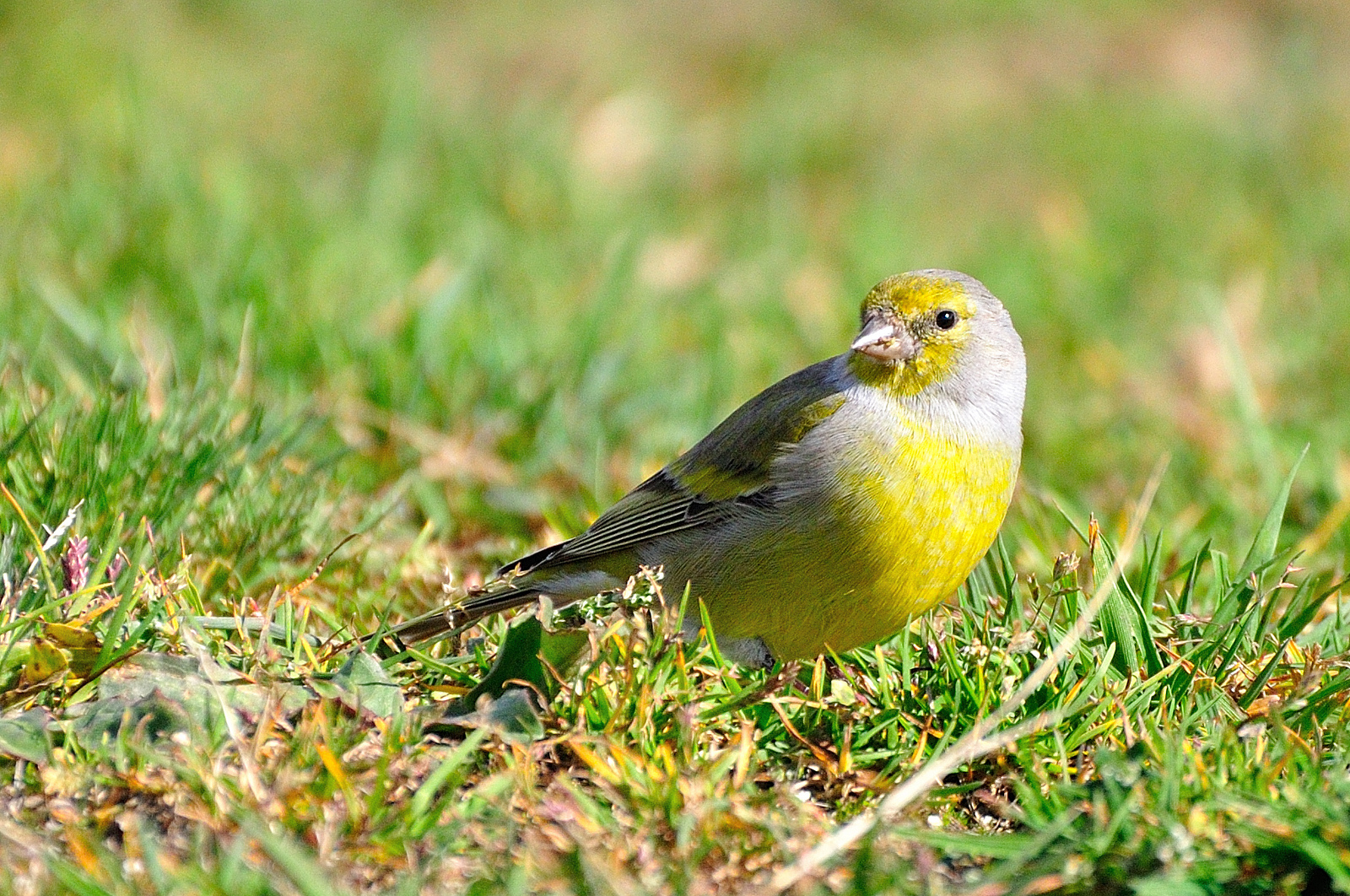
Zitronenzeisig

Erhaltung von Mosaiken aus Wald und Offenland bzw. Lichtungen, von montanen lichten zwergstrauchreichen Waldbeständen, von isolierten Weidgehölzen und Weidfichtensolitären, von mageren Wiesengesellschaften in tieferen Lagen als Ausweichplätze bei ungünstigen Witterungslagen, von Reut- und Weidfeldern, Erhaltung der Moore, Magerrasen, Magerweiden und Feuchtwiesen sowie Erhaltung störungsfreier oder zumindest störungsarmer Fortpflanzungsstätten während der Fortpflanzungszeit (15. Februar bis 15. August).